# Champs-Romain
Champs-Romain település Franciaországban, Dordogne megyében. Lakosainak száma 287 fő (2022. január 1.). Champs-Romain Abjat-sur-Bandiat, Saint-Saud-Lacoussière, Saint-Pardoux-la-Rivière és Savignac-de-Nontron községekkel határos.

## Népesség
A település népességének változása:
| Lakosok száma | 410  | 332  | 331  | 318  | 310  | 301  | 286  | 282  | 279  | 287  |
|               | 1968 | 1982 | 1990 | 2006 | 2013 | 2015 | 2017 | 2019 | 2020 | 2022 |